# Юргенсторф
Юргенсторф (нім. Jürgenstorf) — громада в Німеччині, розташована в землі Мекленбург-Передня Померанія. Входить до складу району Мекленбургіше-Зенплатте. Складова частина об'єднання громад Штафенгаген.
Площа — 22,36 км2. Населення становить 859 ос. (станом на 31 грудня 2020).